# جيمس غولدينغ
جيمس غولدينغ (بالإنجليزية: James Golding)‏ (مواليد 10 أغسطس 2004) هو لاعب كرة قدم أيرلندي محترف يلعب كمدافع في نادي أكسفورد يونايتد.